# Qiushi

Qiushi (chinois : 求是 ; litt. « Rechercher la vérité ») est un bimensuel publié par le Comité central du Parti communiste chinois depuis le 1er juillet 1988. Le nom du journal vient du proverbe « Rechercher la vérité à partir des faits », théorie centrale de Deng Xiaoping. Les caractères chinois présents sur le logo du journal ont été dessinés par Deng Xiaoping lui-même. La version anglaise a été lancée en 2009. Le prédécesseur de Qiushi était Hongqi (en) (chinois simplifié : 红旗 ; litt. « Drapeau rouge »), publié de 1958 à 1988,.
En juin 2016, Zhu Tiezhi, 56 ans, rédacteur en chef adjoint de Qiushi, s'est suicidé. Selon un article du magazine Caixin, Zhu Tiezhi était « déprimé par les conflits idéologiques au sein du Parti entre les réformistes et les partisans de plus en plus virulents d’une ligne conservatrice en accord avec les mots d’ordre du président Xi Jinping ».